# Gaufrette
Une gaufrette est un biscuit qui présente la forme d'une petite gaufre craquante. Biscuit dont le nom est attesté dès 1536, il est une variante de petite taille de l'oublie médiévale.

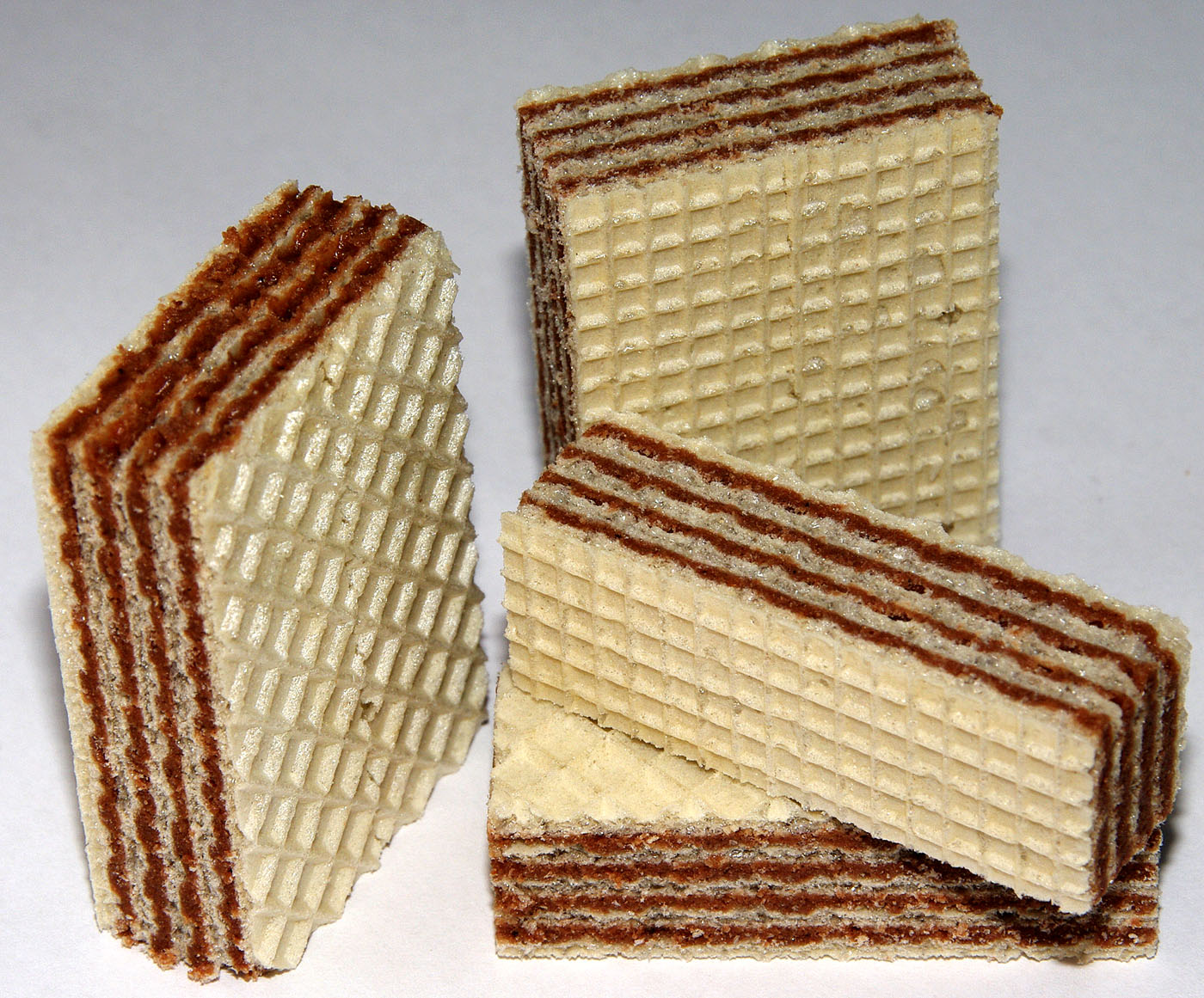
Gaufrette napolitaine au chocolat.

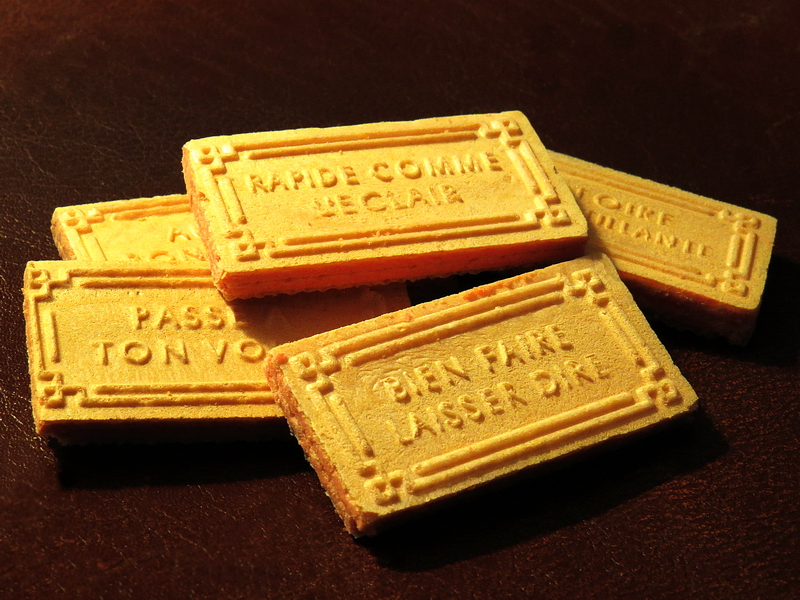
Gaufrettes à messages.

## Description
Ce biscuit alvéolé est léger et friable, il est sensible à l'humidité. Il peut être de forme rectangulaire ou en éventail, ou roulé comme un cigare. L'une de ses faces est parfois gravée d'un proverbe ou d'une petite phrase pour tenir la conversation à l'heure du thé, c'est la gaufrette à message.
Le plus souvent fourrée avec de la confiture, du chocolat, de la praline ou de la crème vanille, elle est généralement commercialisée en paquets.
En 1898, le chocolatier viennois Josef Manner rassemble sucre, huile de coco, cacao en poudre et noisettes de premier choix en provenance des plantations du Vésuve à Naples, pour créer quatre couches de remplissage entre cinq couches de pâte gaufrée. C'est ainsi qu'est née la Manner Original Neapolitan Wafer n. 239, la plus connue des gaufrettes aux noisettes, aussi qualifiée de « napolitaine ».